# Người tiêu dùng sáng tạo
Người tiêu dùng sáng tạo (tiếng Anh: creative consumer) mô tả bất kỳ "cá nhân hoặc nhóm nào thích nghi, sửa đổi hoặc chuyển đổi một đề xuất độc quyền". Người tiêu dùng truyền thống chỉ đơn giản là sử dụng và tiêu thụ sản phẩm và dịch vụ. Người tiêu dùng sáng tạo không chỉ sử dụng và tiêu thụ chúng, họ cũng thay đổi chúng theo một cách nào đó. Xem xét ví dụ như tin tặc George Hotz, người đã mở khóa iPhone gốc và tấn công PlayStation 3 của Sony, anh ta đã cho đi những thiết bị miễn phí này, hoặc Jose Avila, người làm đồ nội thất FedEx cho căn hộ của anh ấy chỉ từ các hộp Federal Express, và Jim Hill, fan Disney, người đã thiết kế và phân phối các hướng dẫn tour du lịch Disneyland không chính thức.
Vào năm 2005, The Economist đã xuất bản một bài viết về tương lai của sự đổi mới mang tên ‘Sự nổi lên của người tiêu dùng sáng tạo’. Bài viết này giải thích rằng các công ty ngày càng thông minh hơn dựa vào việc xác định và tận dụng tiềm năng đổi mới của người tiêu dùng sáng tạo. Tuy nhiên, nhiều công ty cảm thấy bị đe dọa hoặc khó chịu bởi những hành động của người tiêu dùng sáng tạo. Hotz, Avila và Hill, tất cả đều nhận được tiêu cực, và trong một số trường hợp đe dọa, phản ứng từ các công ty có sản phẩm và dịch vụ mà họ đã sáng tạo. Do đó, nó đã được đề xuất rằng các công ty có thể có bốn lập trường phổ biến về người tiêu dùng sáng tạo. Những điều này được xác định bởi liệu hành động của công ty đối với những người tiêu dùng sáng tạo này có chủ động hay thụ động hay không và liệu thái độ của công ty đối với người tiêu dùng sáng tạo là tích cực hay tiêu cực. Bốn kết quả là:
- Lập trường chống lại (chủ động / tiêu cực): hạn chế sự sáng tạo của người tiêu dùng
- Lập trường không khuyến khích (thụ động / tiêu cực): chịu đựng hoặc bỏ qua sự sáng tạo của người tiêu dùng
- Lập trường khuyến khích (thụ động / tích cực): không chủ động tạo điều kiện cho sự sáng tạo của người tiêu dùng
- Lập trường cho phép (chủ động / tích cực): tích cực tạo điều kiện cho sự sáng tạo của người tiêu dùng